# يوجينيو دي أوتشوا
يوجينيو دي أوتشوا (بالإسبانية: Eugenio de Ochoa) (و. 1815 – 1872 م) هو كاتب، وناقد أدبي، وصحفي إسباني، ولد في بايون، وكان عضوًا في الأكاديمية الملكية الإسبانية، توفي في مدريد، عن عمر يناهز 57 عاماً.

## مناصب
تولى منصب عضو مجلس النواب الإسباني ‏.